# 別伝 (中国)
別伝とは、主に中国後漢時代から東晋時代までにおいて多く作成された、ある個人を対象とする伝記である。

## 概要
別伝の多くは、名士を中心とした知識人層の名声を高める目的を持っていたが、中にはあまり重要視されなかった人物に焦点を当てるためや、あるいは晋代以降に世家の子弟が多く就任していた秘書郎（皇室の蔵書を管理し、校正や編纂を行う官吏）や佐著作郎（国史の編纂をする著作郎の下に位置する官吏）の課題として書かれたものもあった。
後漢時代から続く人物評の流行のみならず、魏晋時代における名士層の気風の発達に伴い盛んに製作された別伝は、対象の人物に関する雑多な内容が盛り込まれており、「正統」である史書とは異なる視点や性質を有するほか、表現に小説的技法が見られるのが特徴である。裴媛媛によれば、別伝の作者名が往々にして無記載である理由としては、単なる逸名によるもの以外では、別伝が成立する初期段階では書面ではない逸聞の寄せ集めに過ぎなかったために、それを引用する後世の歴史家たちが便宜的に「別伝」という通称を用いたこと、またそれらの逸話が単独の人物ではなく複数人から伝わったことも挙げられる。
また『三国志』に注釈を施した裴松之が指摘しているように、家伝由来の伝記であるために該当する人物の失点を隠して記されたものも存在した。さらには、顔師古が『漢書』の注釈において、東方朔の別伝について「みな実際の出来事ではない」と難じたように、怪奇現象などの確証に欠ける逸話が載せられることもあった。とはいえ、全ての別伝がそれらと同様に信憑性が低いとは限らず、別伝には依然として一定の史料的価値を見出すことができる。
しかし国家が編纂した正史と比較した場合、別伝の信憑性は相対的に低く評価される。たとえば『趙雲別伝』は、武将という当時の社会では重きを置かれなかった立場にある人物の別伝であるが、偏私の記述が多いとも指摘されている。また別伝作品を含む人物伝については、『隋書』の雑伝評価を踏襲し、史官の手慰みによるものとして問題視されることもある。

### 日本語文献
- 永田拓治「漢晋史研究における文献史料の可能性——人物伝を中心に——」『石刻史料と史料批判による魏晋南北朝史研究』2015年、147–167頁。
- 矢野主税「別伝の研究」『社會科學論叢』第16号、1967年、17–45頁、hdl:10069/33716。

### 中国語文献
- 林盈翔「論台湾趙雲信仰的経、史、文底蘊」『淡江中文学報』第46期、2022年、257–286頁、doi:10.6187/tkujcl.202206_(46).0008。
- 裴媛媛「魏晋別伝体例考論」『編輯之友』第11号、2012年、106–108頁、doi:10.3969/j.issn.1003-6687.2012.11.036。
- 仇鹿鳴「略談魏晋的雑伝」『史学史研究』第1期、2006年、38–43頁、ISSN 1002-5332。
- 田延峰「漢魏六朝時期人物別伝綜論」『宝鶏匯理学院学報(哲学社会科学版)』第2号、1995年、76–80, 20、doi:10.13467/j.cnki.jbuss.1995.02.016。
- 王煥然「試論漢末的名士別伝」『沈陽師範大学学報(社会科学版)』第2期、2004年、70–74頁、doi:10.19496/j.cnki.ssxb.2004.02.018。
- 楊子龍「浅談魏晋南北朝時期雑伝之別伝」『四川教育学院学報』第3期、2009年、57–58頁、doi:10.3969/j.issn.1000-5757.2009.03.020。
- 趙華「略論別伝与史伝之異同」『黒河学刊』第6期、2003年、85–86頁、doi:10.3969/j.issn.1009-3036.2003.06.032。
- 朱静「魏晋別伝繁興原因探析」『塩城師範学院学報(文社会科学版)』第2期、2006年、62–66頁、doi:10.3969/j.issn.1003-6873.2006.02.014。